# Arnjolt Beer
Arnjolt Beer (ur. 19 czerwca 1946 w Koumac w Nowej Kaledonii) – francuski lekkoatleta, specjalizujący się w pchnięciu kulą, dwukrotny olimpijczyk.

## Kariera sportowa
Zdobył srebrny medal w pchnięciu kulą na igrzyskach śródziemnomorskich w 1967 w Tunisie. Zajął w tej konkurencji 5. miejsce na europejskich igrzyskach halowych w 1968 w Madrycie. Odpadł w kwalifikacjach na igrzyskach olimpijskich w 1968 w Meksyku. Ponownie zajął 5. miejsce na europejskich igrzyskach halowych w 1969 w Belgradzie. Na mistrzostwach Europy w 1969 w Atenach odpadł w kwalifikacjach, na halowych mistrzostwach Europy w 1970 w Wiedniu zajął 8. miejsce, a na halowych mistrzostwach Europy w 1971 w Sofii i na mistrzostwach Europy w 1971 w Helsinkach 13. miejsce. Zajął 10. miejsce na halowych mistrzostwach Europy w 1972 w Grenoble. Odpadł w kwalifikacjach na igrzyskach olimpijskich w 1972 w Monachium.
Zajął 10. miejsce na halowych mistrzostwach Europy w 1976 w Monachium i 12. miejsce na halowych mistrzostwach Europy w 1981 w Grenoble.
Jako mieszkaniec Nowej Kaledonii z powodzeniem startował w Igrzyskach Południowego Pacyfiku. Pięciokrotnie zwyciężał w rzucie oszczepem w 1966 w Numei, 1969 w Port Moresby, w 1971 w Papeete, w 1975 w Tumon i w 1983 w Apii. W 1969, 1971 i 1971 zwyciężał również w rzucie dyskiem, a w 1966 i 1983 zdobywał w tej konkurencji srebrne medale. W 1975 był srebrnym, a w 1969 i 1971 brązowym medalistą w rzucie młotem.
Był mistrzem Francji w pchnięciu kulą w 1968, 1971,  1978 i 1980, wicemistrzem w latach 1967, 1972, 1973, 1975–1977 i 1979 oraz brązowym medalistą w 1970, 1974, 1981 i 1982. W hali był mistrzem Francji w tej konkurencji w latach 1975 i 1979–1979, wicemistrzem w 1974, 1976, 1981 i 1983 oraz brązowym medalistą w 1982.
Dwukrotnie poprawiał rekord Francji w pchnięciu kulą doprowadzając go do wyniku 19,32 m, uzyskanego 28 lipca 1968 w Colombes.
Rekordy życiowe Beera:
- pchnięcie kulą – 19,76 m (2 października 1977, Paryż)
- rzut dyskiem – 54,10 m (29 czerwca 1969, Amboise)